# Roel Wiersma

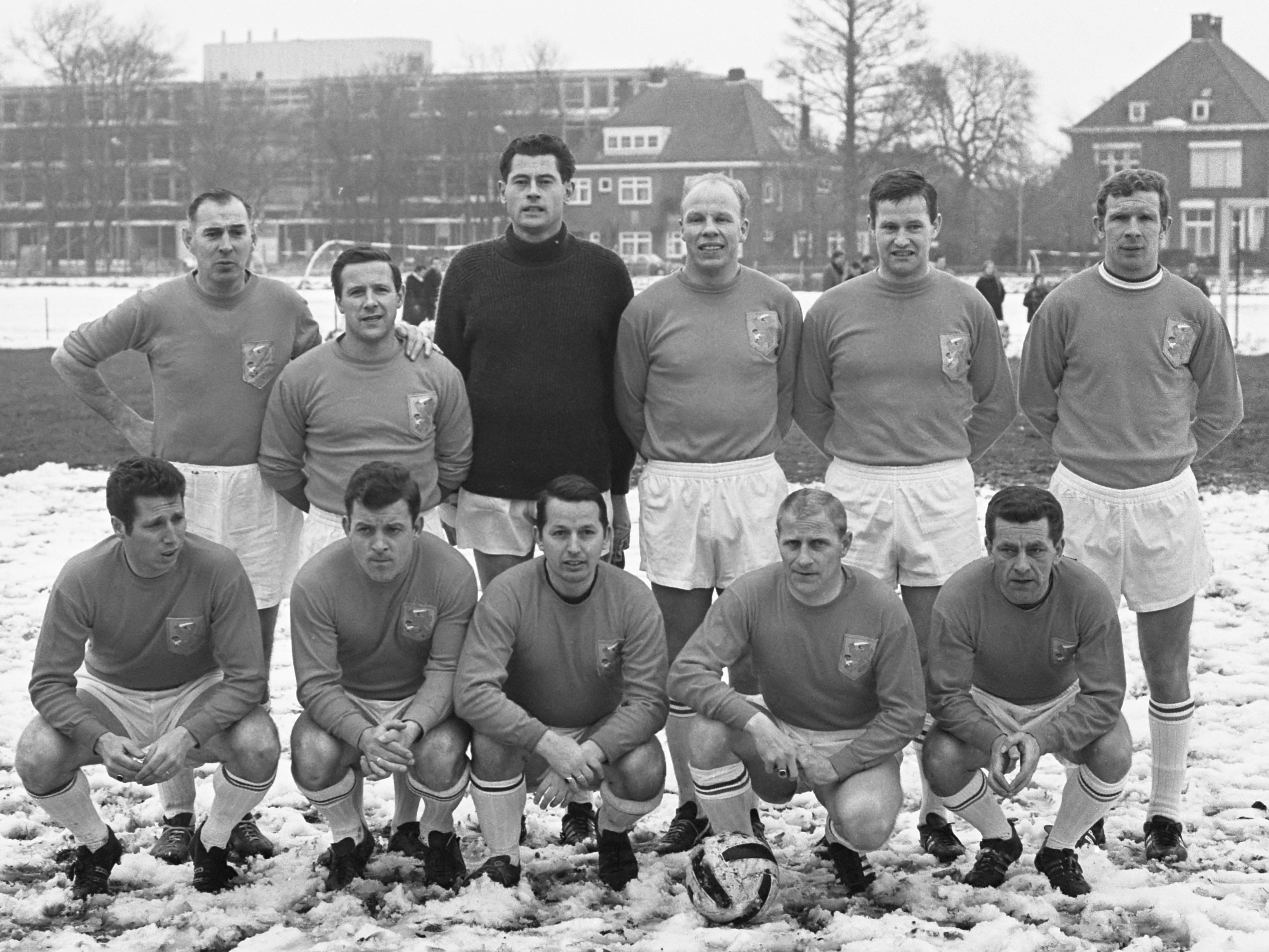
Oud-internationals (1969): Roel Wiersma, staand, derde van rechts

Roelof (Roel) Wiersma (Hilversum, 15 april 1932 – Eindhoven, 4 februari 1995) was een Nederlands voetballer die als verdediger uitkwam voor Donar, PSV en EVV Eindhoven. Hij speelde 53 interlands voor het Nederlands elftal en was sportbestuurder bij de VVCS en KNVB.

## Loopbaan

### Beginjaren
Wiersma begon op achtjarige leeftijd met voetbal in clubverband. Hij meldde zich aan bij Donar. Aan het einde van het seizoen 1948/49 maakte hij zijn debuut in het eerste elftal waarin zijn oudere broer Jan de doelman was. Zijn vader Jan Wiersma was bestuurslid en later voorzitter van de club. Als invaller scoorde de net zeventienjarige Roel Wiersma twee keer op 24 april 1949 in de met 4-2 gewonnen wedstrijd tegen Amersfoortse Boys.
Hij bezette al snel de positie van stopperspil. In december 1950 kreeg hij een uitnodiging voor de Nederlands jeugdselectie maar hij zou geen officiële jeugdinterland spelen. Hij kwam wel in actie voor het Westelijk jeugdelftal. Naast voetbal beoefende hij verschillende andere sporten op niveau, zoals honkbal, tennis, basketbal en tafeltennis.

### Interlanddebuut
In februari 1954 werd de 21-jarige Wiersma voor het eerst opgeroepen voor de centrale training van het Nederlands elftal. Zijn internationale debuut maakte hij op 19 mei 1954 voor Nederland–B in de met 5-2 gewonnen wedstrijd tegen het B-team van Noorwegen.
Een maand later werd bekend dat Wiersma naar PSV zou gaan. Tijdens zijn militaire diensttijd trainde hij vaker bij PSV toen hij op vliegveld Welschap gestationeerd was. Hij kwam terug op zijn besluit en bleef amateur bij Donar.
Hij debuteerde voor Oranje op 24 oktober 1954 tegen België in Antwerpen (4-3 verlies). Wiersma is tot nu toe de enige international die in de Derde klasse speelde. Als Donar-speler kwam hij tot vijf interlands, als enige amateurspeler tussen de profs.

### Toch naar PSV
Terwijl in Nederland in het najaar van 1954 het profvoetbal van start ging, speelde international Wiersma zijn partijtje mee bij Donar dat promoveerde naar de Tweede klasse. Na afloop van het seizoen, in juni 1955, kondigde Wiersma aan dat hij toch voor PSV had gekozen. Hij werkte bij NSF in Hilversum, dat onderdeel was van Philips. Hij verhuisde naar Eindhoven omdat hij daar een technische functie bij Philips kreeg. Ook ging hij werktuigbouwkunde studeren aan de hts.
De overschrijving ging in op 1 juli 1955. Door de late herstart van het seizoen op 28 november 1954, na de fusie van de voetbalbonden KNVB en NBVB, was de competitie pas eind juni afgelopen. Toen moest de kampioenscompetitie nog beginnen. PSV streed als kampioen van de Eerste klasse C met EVV Eindhoven, NAC en Willem II om de landstitel. Het openingsduel was op 2 juli en PSV kende defensieve problemen. Berend Scholtens was tijdens het seizoen gestopt en Dick Flierman en Toon Wouters kampten met blessures. Dat Wiersma al speelgerechtigd was, kwam de club goed uit. De PSV-nieuweling debuteerde op 2 juli in de thuiswedstrijd tegen NAC (2-2). Wiersma speelde alle zes duels in de kampioenscompetitie mee waarin PSV als derde eindigde.

### Europa Cup
PSV nam in het najaar van 1955 als plaatsvervanger deel aan de eerste editie van de Europa Cup I. Willem II won weliswaar de landstitel, maar de club zag van af van het Europese toernooi voor landskampioenen. De Nederlandse primeur was daarom voor PSV dat in de eerste ronde stuitte op Rapid Wien. Na de 6-1 nederlaag op 21 september 1955 in de uitwedstrijd in Wenen, won PSV op 1 november thuis met 1-0 door een treffer van Piet Fransen. Wiersma speelde in beide duels.

### Aanvoerder Oranje
Wiersma was op 4 november 1956 uit tegen Denemarken (2-2) voor het eerst aanvoerder van het Nederlands elftal. In dertien van zijn 53 interlands verscheen hij als captain aan de aftrap. Een opmerkelijke wedstrijd was het WK-kwalificatieduel tegen Oostenrijk op 26 mei 1957 in het Prater-stadion in Wenen. Wiersma belandde na een fors duel met zijn hoofd op de sintelbaan net buiten het veld. Hij liep een hersenschudding op, raakte buiten bewustzijn en moest per brancard het terrein verlaten en naar het ziekenhuis worden vervoerd. Het gebeurde bij de stand 2-2. Nederland mocht geen wisselspeler meer inbrengen, verloor met 3-2 en liep ook het WK van 1958 in Zweden mis.

### Kampioen Eredivisie
PSV werd in het seizoen 1962/63, met Wiersma als aanvoerder, voor eerst in de clubhistorie kampioen in de Eredivisie. De beslissing viel op de voorlaatste competitiedag, op 9 juni 1963. Uitgerekend in het laatste thuisduel kreeg PSV titelconcurrent Ajax op bezoek. De Eindhovense ploeg won met 5-2 en stelde het kampioenschap veilig. PSV mocht als landskampioen deelnemen aan de Europa Cup I. Na de uitschakeling van Esbjerg fB en Spartak Plovdiv strandde PSV in de kwartfinale tegen FC Zürich. 

### Afscheid PSV
Na tien jaar PSV, waarin hij 310 competitieduels speelde, kwam in 1965 het afscheid. Wiersma, die graag bij PSV was gebleven om er zijn loopbaan af te sluiten, kon het met de clubleiding niet eens worden over een nieuw contract. Trainer Bram Appel wilde het elftal verjongen en Daan Schrijvers van DWS werd als vervanger aangetrokken. Op 33-jarige leeftijd kreeg Wiersma een vrije transfer, net als de andere routinier Toon Brusselers.

### Einde door blessure
Voor zijn nieuwe club EVV Eindhoven kwam hij maar in twaalf competitieduels in actie. Op 8 december 1965 liep hij tijdens een oefenduel tegen amateurclub SV Budel een beenbreuk op. Hij was bijna een halfjaar uit de roulatie en maakte in mei 1966 zijn rentree voor de laatste drie competitieduels. In het volgende seizoen 1966/67 stond hij nog onder contract, maar kwam door de nasleep van zijn blessure niet meer in actie.
Na zijn loopbaan werd hij coach van PSV-waterpoloteam.
Hij ging daarna in het amateurvoetbal als trainer aan de slag. In het najaar van 1972 volgde hij bij SV TOP de ontslagen Joep Brandes op. Wiersma, die niet over de vereiste trainerslicentie beschikte, kwam in conflict met de belangenvereniging van oefenmeesters VVON. Hij trainde daarna ASV '33 en Oirschot Vooruit om in 1977 terug te keren bij SV TOP. Hij stopte na het seizoen 1978/79 als trainer vanwege zijn nieuwe functie in het KNVB-bestuur.

### Bestuurfuncties
In zijn tijd als voetballer van PSV werd hij in juni 1961 bestuurslid van de pas opgerichte spelersvakbond VVCS. Hij was een jaar tijdelijk voorzitter na het vertrek van Theo Timmermans en voor de benoeming van Gerard Kerkum in 1963. Wiersma volgde Kerkum in 1967 op als voorzitter.
Hij nam in 1975 afscheid van de VVCS en werd opgevolgd door Martin Snoeck.
Wiersma was van 1972 tot 1979 lid van de arbitragecommissie van de KNVB. Hij stopte hiermee omdat hij vanaf 1979 tot 1982 zitting nam in het KNVB-sectiebestuur betaald voetbal als afgevaardigde van de spelers.
Roel Wiersma overleed op 4 februari 1995 op 62-jarige leeftijd aan een hartstilstand tijdens een tennispartijtje in Eindhoven.

## Clubstatistieken
| Seizoen | Club          | Land      | Competitie            | Competitie | Competitie | Beker | Beker | Internationaal | Internationaal | Overig | Overig | Totaal | Totaal |
| Seizoen | Club          | Land      | Competitie            | Wed.       | Dlp.       | Wed.  | Dlp.  | Wed.           | Dlp.           | Wed.   | Dlp.   | Wed.   | Dlp    |
| ------- | ------------- | --------- | --------------------- | ---------- | ---------- | ----- | ----- | -------------- | -------------- | ------ | ------ | ------ | ------ |
| 1954/55 | Donar         | Nederland | Derde klasse C West I | ?          | ?          | –     | –     | 0              | 0              | 0      | 0      | ?      | ?      |
| 1954/55 | PSV           | Nederland | Eerste klasse C       | 0          | 0          | 0     | 0     | 0              | 0              | 6      | 0      | 6      | 0      |
| 1955/56 | PSV           | Nederland | Hoofdklasse B         | 32         | 1          | –     | –     | 2              | 0              | 0      | 0      | 32     | 1      |
| 1956/57 | PSV           | Nederland | Eredivisie            | 33         | 0          | 1     | 0     | 0              | 0              | 0      | 0      | 34     | 0      |
| 1957/58 | PSV           | Nederland | Eredivisie            | 34         | 0          | 5     | 0     | 0              | 0              | 0      | 0      | 39     | 0      |
| 1958/59 | PSV           | Nederland | Eredivisie            | 32         | 0          | –     | –     | 0              | 0              | 0      | 0      | 32     | 0      |
| 1959/60 | PSV           | Nederland | Eredivisie            | 31         | 0          | –     | –     | 0              | 0              | 0      | 0      | 31     | 0      |
| 1960/61 | PSV           | Nederland | Eredivisie            | 33         | 0          | 3     | 0     | 0              | 0              | 0      | 0      | 36     | 0      |
| 1961/62 | PSV           | Nederland | Eredivisie            | 33         | 0          | 3     | 0     | 0              | 0              | 0      | 0      | 36     | 0      |
| 1962/63 | PSV           | Nederland | Eredivisie            | 30         | 1          | 1     | 0     | 0              | 0              | 0      | 0      | 31     | 1      |
| 1963/64 | PSV           | Nederland | Eredivisie            | 25         | 0          | 1     | 0     | 6              | 0              | 0      | 0      | 26     | 0      |
| 1964/65 | PSV           | Nederland | Eredivisie            | 27         | 0          | 1     | 0     | 0              | 0              | 0      | 0      | 28     | 0      |
| 1965/66 | EVV Eindhoven | Nederland | Eerste divisie        | 12         | 0          | 3     | 0     | 0              | 0              | 0      | 0      | 15     | 0      |
| Totaal  | Totaal        | Totaal    | Totaal                | 322        | 2          | 18    | 0     | 8              | 0              | 6      | 0      | 354    | 2      |

## Erelijst
| Kampioen Eredivisie | 1x | 1962/63 |